# Branta rhuax
El ganso gigante hawaiano (Branta rhuax) es un ganso extinto endémico de la isla de Hawái. Inicialmente fue descrito como el género monotípico Geochen, pero luego Storrs L. Olson lo reasignó a Branta en 2013, después de un nuevo examen del material subfósil.